# Rue Mariacka
La rue Mariacka (en allemand : Frauengasse) est une rue du centre historique de Gdańsk en Pologne, située dans le quartier Kogi .
La rue commence à la basilique Sainte-Marie et est fermée à la circulation automobile.

## Caractéristique
Dans les sources anciennes, la rue Mariacka s'appelait rue Panieńska, dans les sources latines platea dominae Mariae ou platea dominae nostrae. La rue était plus courte au XVIe siècle en raison du terrain marécageux. Cela a changé après la construction de la porte Sainte-Marie, déjà mentionnée en 1484. Des fouilles y ont confirmé l'existence de nombreux ateliers de cordonniers au Moyen Âge.

## Galerie

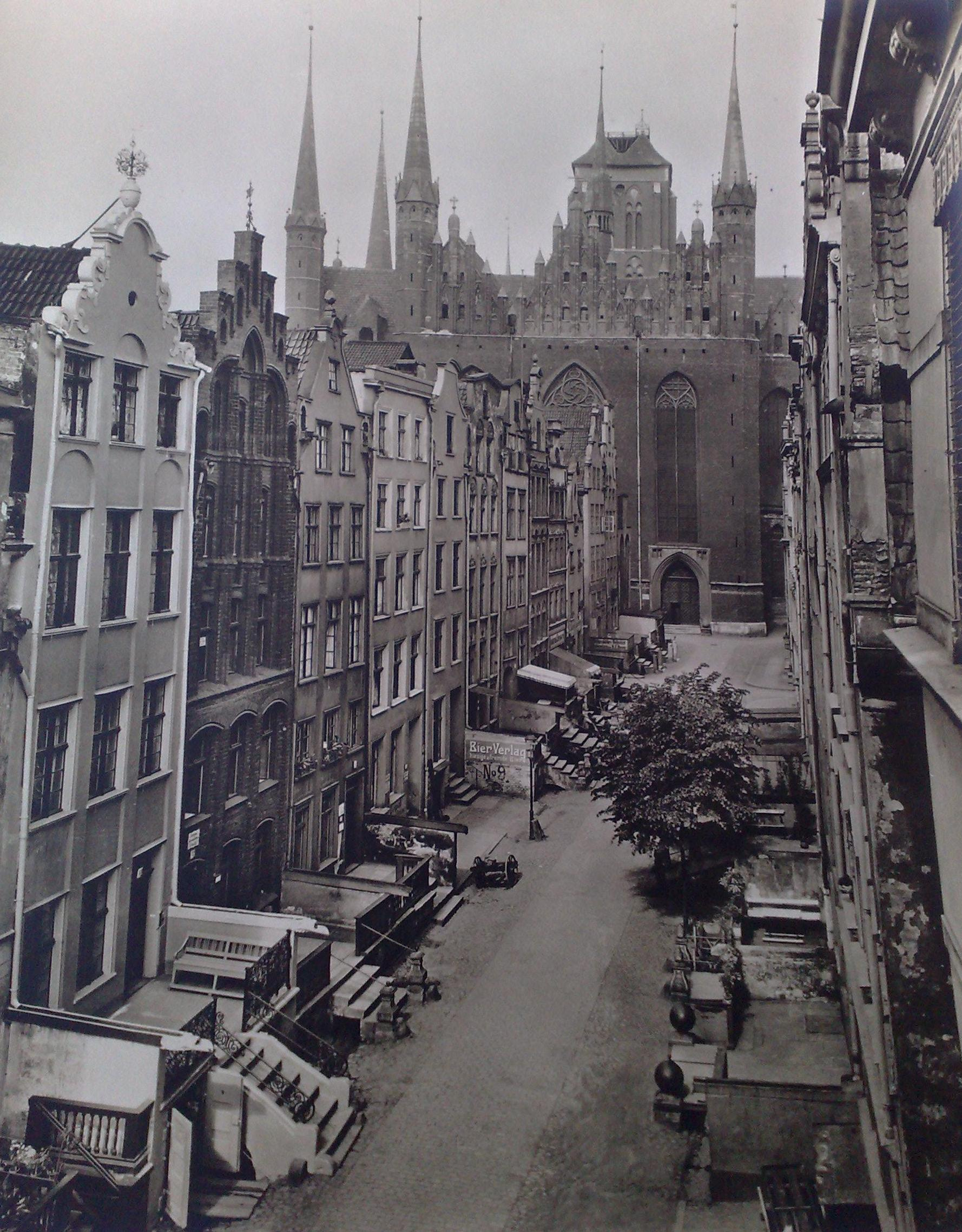
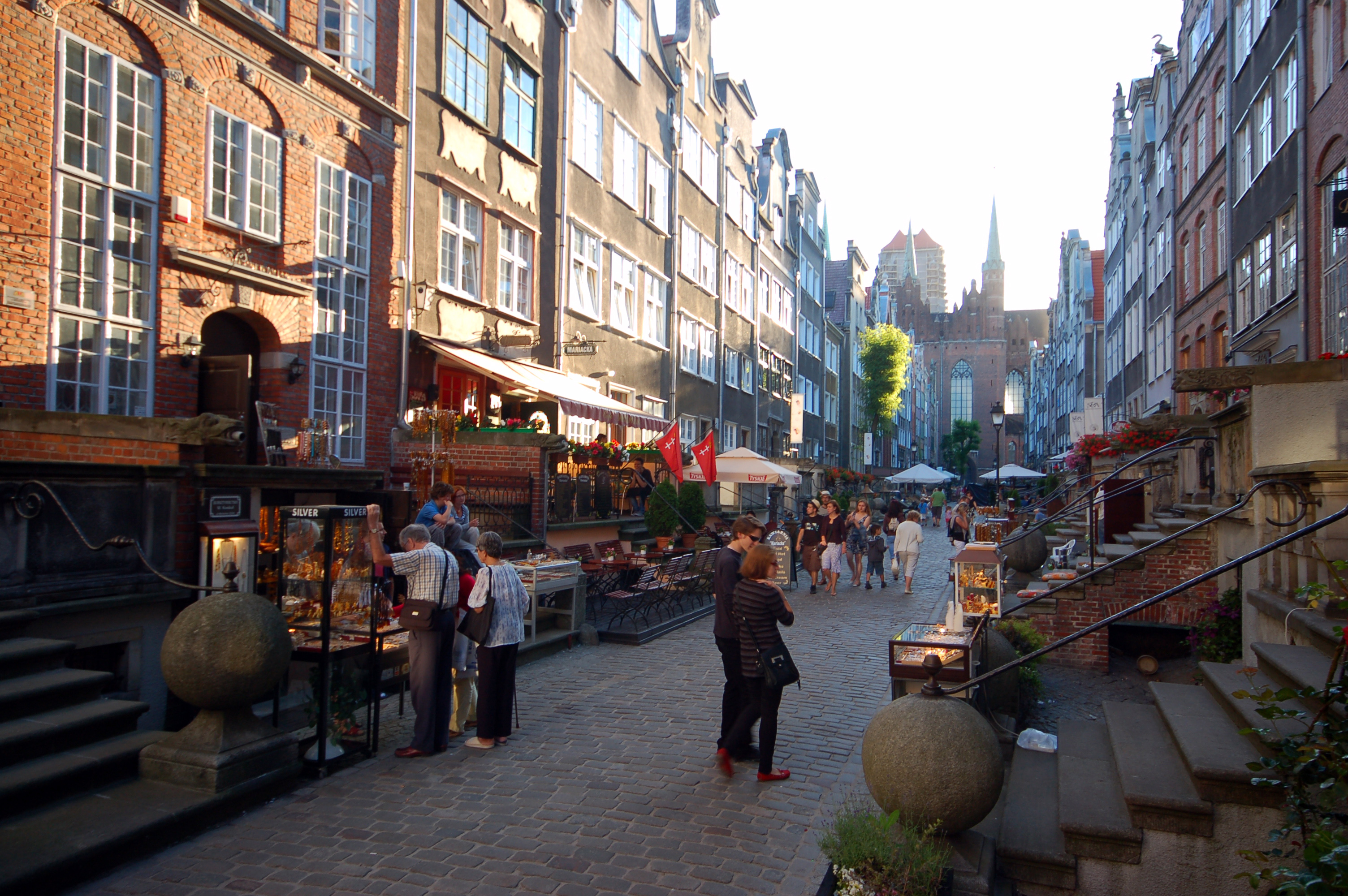
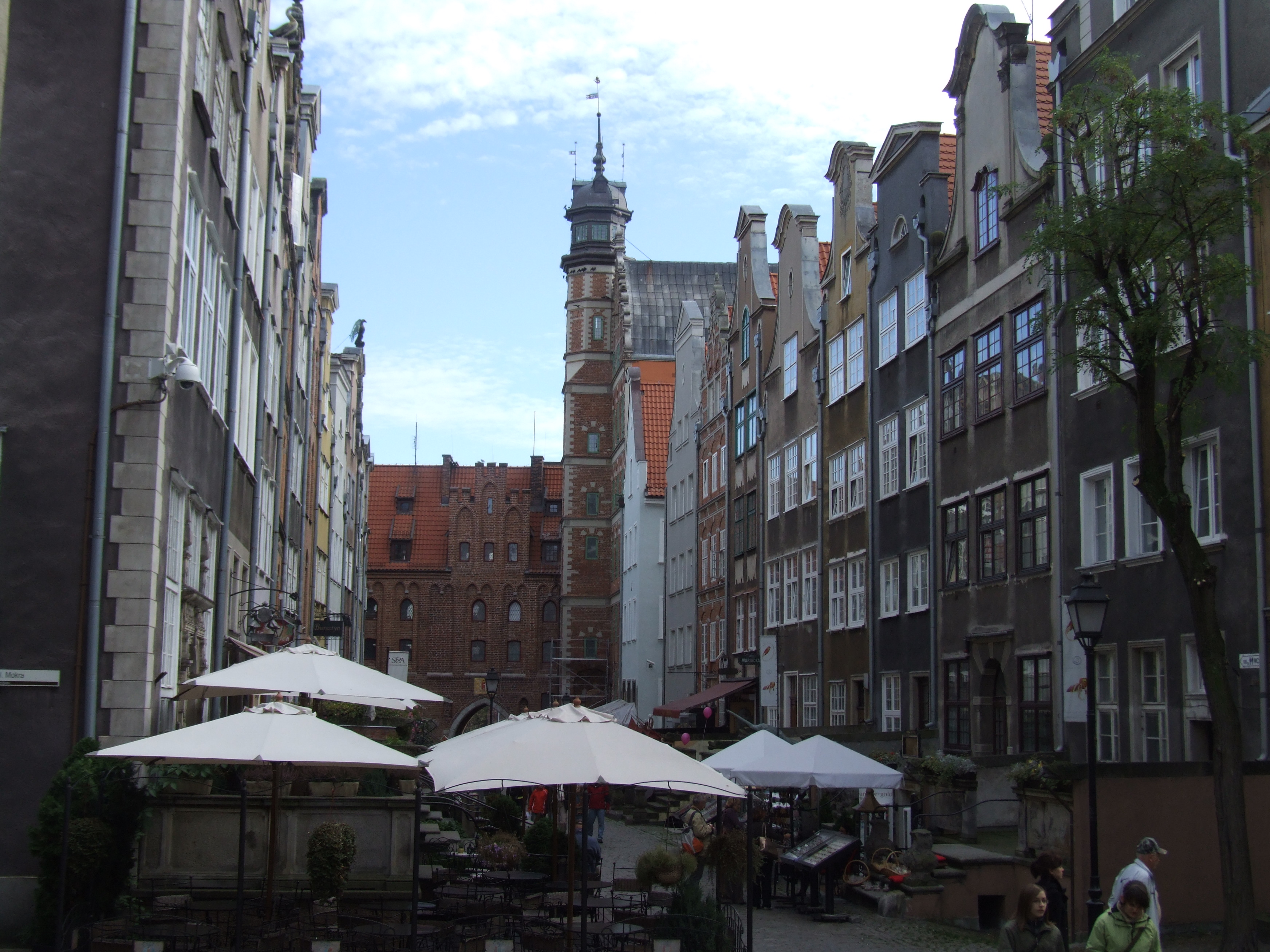
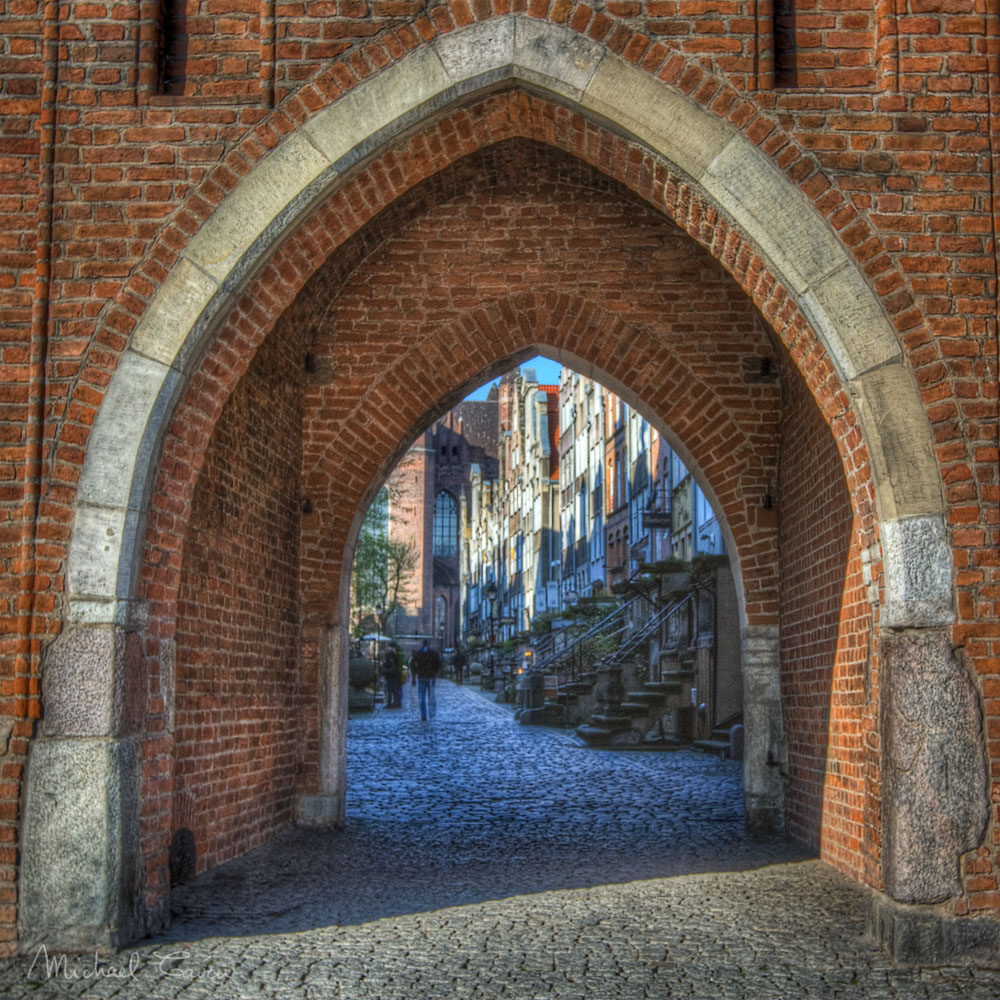
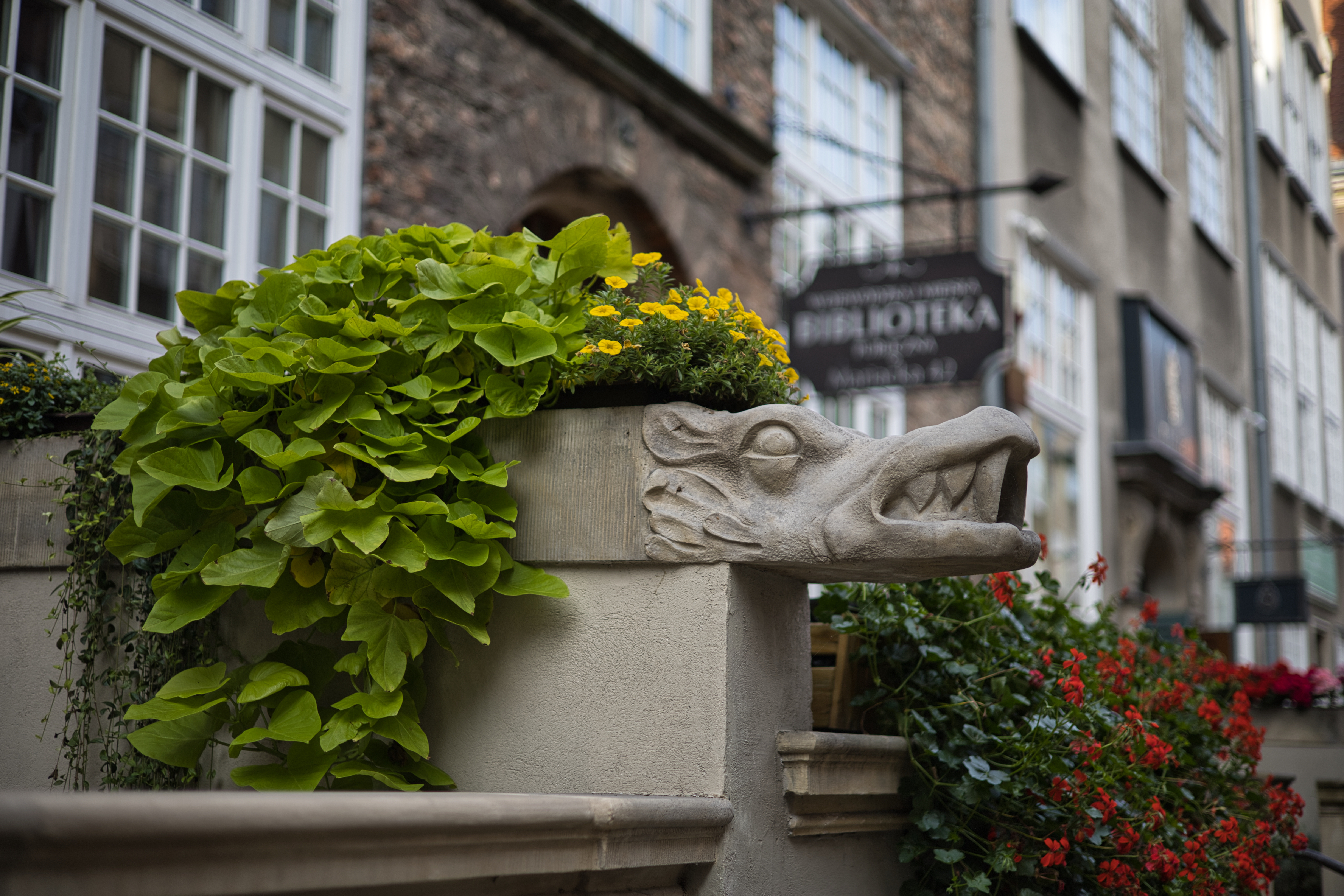
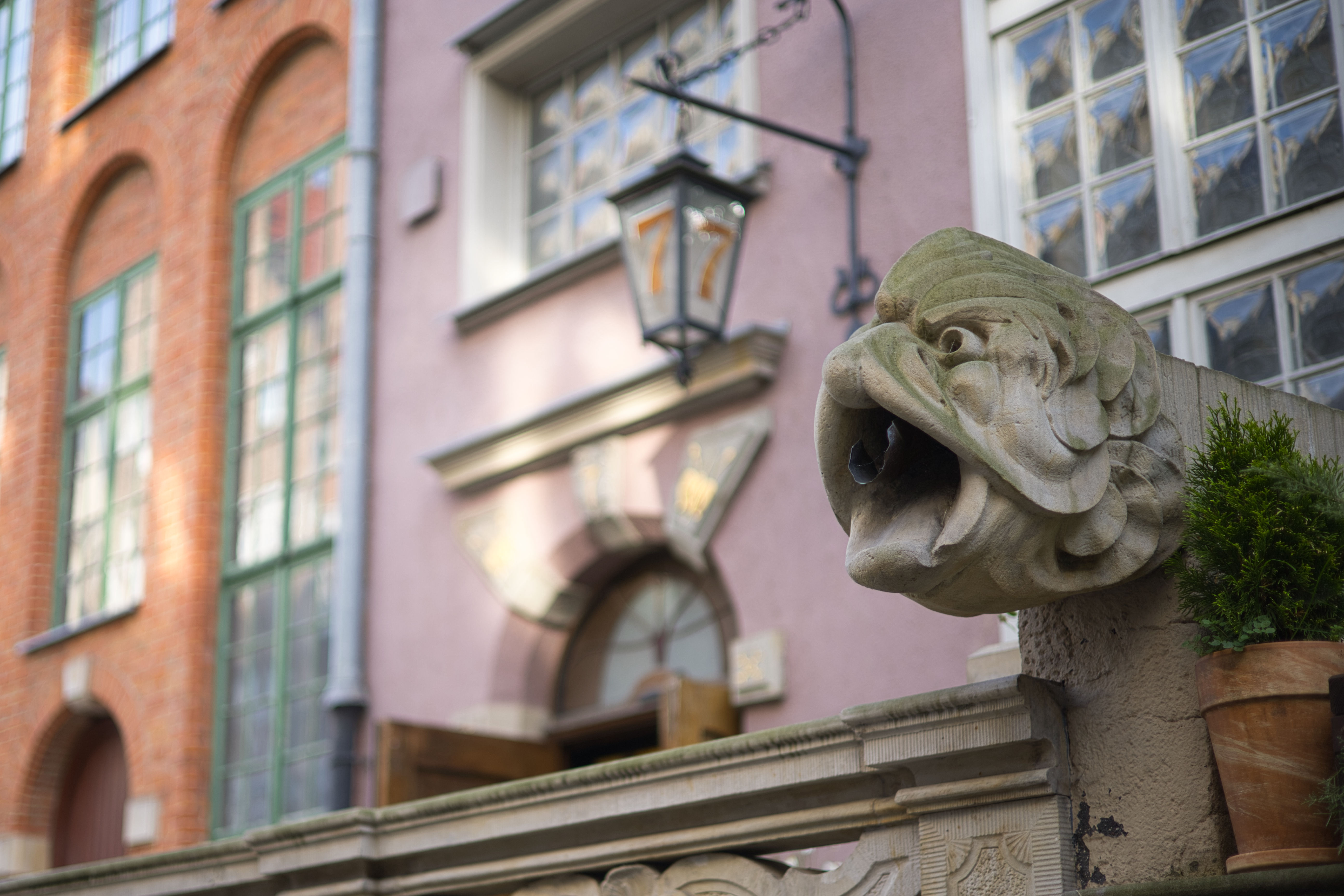